# Diospyros aculeata
Diospyros aculeata är en tvåhjärtbladig växtart som beskrevs av Joseph Marie Henry Alfred Perrier de la Bâthie. Diospyros aculeata ingår i släktet Diospyros och familjen Ebenaceae. Utöver nominatformen finns också underarten D. a. aculeata.